# Dictamen de l'Acadèmia Valenciana de la Llengua sobre els principis i criteris per a la defensa de la denominació i l’entitat del valencià
El Dictamen de l'Acadèmia Valenciana de la Llengua sobre els principis i criteris per a la defensa de la denominació i l'entitat del valencià, també citat ocasionalment com a Dictamen de Benidorm, per haver-se redactat a aquella localitat (però també a València), és un acord normatiu de l'Acadèmia Valenciana de la Llengua aprovat el dimecres 9 de febrer de 2005 pel qual es reconeix la unitat de la llengua valenciana-catalana, reivindicant la dualitat onomàstica de la llengua, i que esta dualitat no fóra un pretext per a oferir una visió fragmentada de la llengua, demanant als poders públics que evitaren la seua instrumentalització política.
El text defensa l'ús de la forma valencià o llengua valenciana per a referir-se a la llengua valenciana-catalana en qualsevol àmbit, tot reivindicant que formes pròpies valencianes, com les de qualsevol altra varietat de la llengua, tenen la mateixa jerarquia i dignitat a l'hora de ser utilitzades en el registre estàndard, i es demanen versions adaptades al valencià d'aplicacions informàtiques o de diferent tipus de textos, com els religiosos. L'Acadèmia també formula en este text la seua intenció de preservar i envigorir les característiques pròpies del valencià.